# 사회에서의 지식의 사용

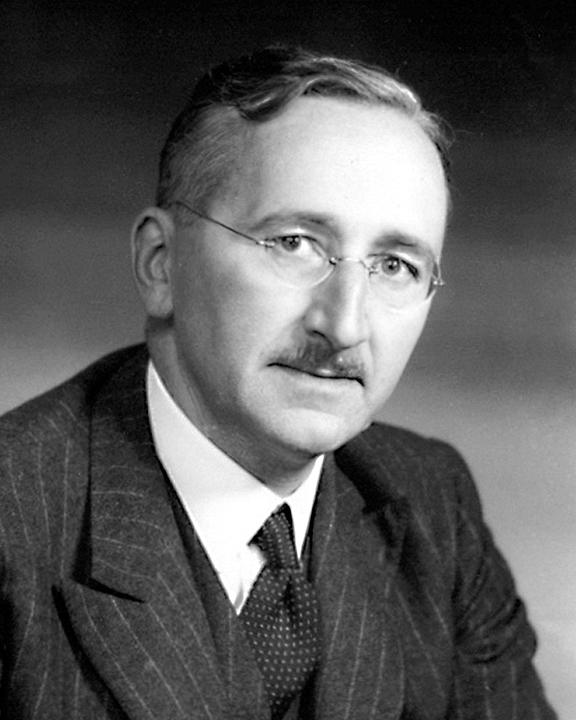

"사회에서의 지식의 사용"(The Use of Knowledge in Society)은 경제학자 프리드리히 하이에크가 쓴 학술 논문으로 American Economic Review 1945년 9월호에 처음 게재되었다.
경제학자 오스카르 랑게와 계획 경제에 대한 그의 지지에 대한 반박으로 쓰여졌다.
그는 중앙 계획 경제가 공개 시장의 효율성과 결코 일치할 수 없다고 주장한다. 왜냐하면 단일 행위자에 의해 알려진 것은 사회의 모든 구성원이 보유하고 있는 전체 지식의 극히 일부에 불과하기 때문이다. 따라서 분산 경제는 사회 전반에 퍼져 있는 정보의 분산된 특성을 보완한다.

## 같이 보기
- 보이지 않는 손
- 기회비용